# Chatte (Isère)
Pour les articles homonymes, voir Chatte.
Chatte est une commune française, située dans le département de l'Isère en région Auvergne-Rhône-Alpes.
Autrefois située dans la province du Dauphiné, la commune est adhérente de la communauté de communes de  Saint-Marcellin Vercors Isère Communauté. Ses habitants sont dénommés les Chattois.

## Géographie

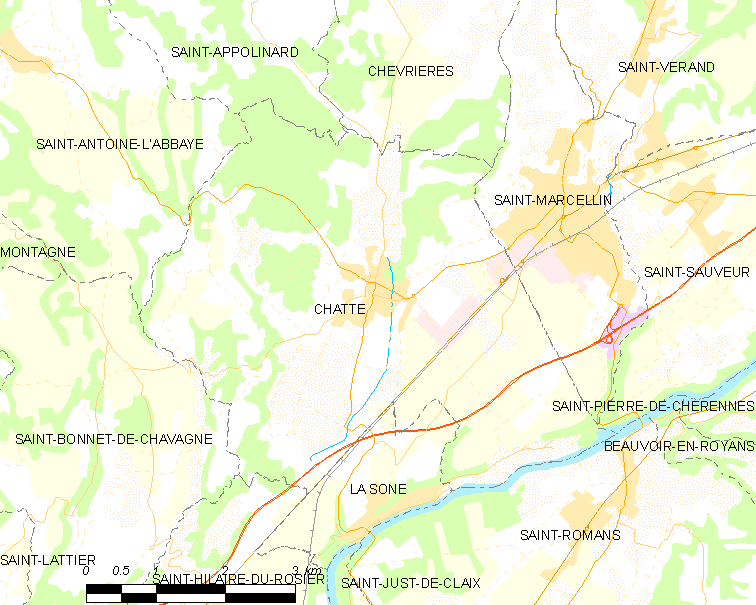
Plan de Chatte et des communes limitrophes

### Situation et description
La commune de Chatte est située dans la partie occidentale du département de l'Isère, à l'ouest de la ville de Saint-Marcellin, dont elle est limitrophe et au sud du plateau de Chambaran. Elle est rattachée à la communauté de communes de Saint-Marcellin Vercors Isère Communauté.
Son environnement naturel est essentiellement composé de collines et de coteaux qui dominent la vallée de l'Isère.

### Géologie
Le territoire de  la commune de Chatte est situé en grande partie dans la plaine alluvionnaire de l'Isère dénommé Sud-Grésivaudan et sa partie plus élevée, située plus au nord correspond à la bordure orientale du plateau de Chambaran. Le bourg ancien se positionne sur un site légèrement en surélévation par rapport à la plaine alluvionnaire.
Le plateau de Chambaran représente un modeste ensemble de reliefs à l'aspect plutôt ondulé et constitué d'une base composée de molasse du miocène, recouverte en grande partie par un placage d'un terrain original.

### Climat
Pour des articles plus généraux, voir Climat d'Auvergne-Rhône-Alpes et Climat de l'Isère.
En 2010, le climat de la commune est de type climat méditerranéen altéré, selon une étude du Centre national de la recherche scientifique s'appuyant sur une série de données couvrant la période 1971-2000. En 2020, Météo-France publie une typologie des climats de la France métropolitaine dans laquelle la commune est exposée à un climat de montagne ou de marges de montagne et est dans la région climatique Alpes du nord, caractérisée par une pluviométrie annuelle de 1 200 à 1 500 mm, irrégulièrement répartie en été.
Pour la période 1971-2000, la température annuelle moyenne est de 11,8 °C, avec une amplitude thermique annuelle de 17,5 °C. Le cumul annuel moyen de précipitations est de 962 mm, avec 8,9 jours de précipitations en janvier et 6,1 jours en juillet. Pour la période 1991-2020, la température moyenne annuelle observée sur la station météorologique installée sur la commune est de 12,0 °C et le cumul annuel moyen de précipitations est de 967,8 mm,. Pour l'avenir, les paramètres climatiques de la commune estimés pour 2050 selon différents scénarios d'émission de gaz à effet de serre sont consultables sur un site dédié publié par Météo-France en novembre 2022.
| Mois                                  | jan.            | fév.            | mars           | avril         | mai           | juin          | jui.          | août           | sep.          | oct.            | nov.            | déc.            | année      |
| ------------------------------------- | --------------- | --------------- | -------------- | ------------- | ------------- | ------------- | ------------- | -------------- | ------------- | --------------- | --------------- | --------------- | ---------- |
| Température minimale moyenne (°C)     | −0,5            | −0,2            | 2,4            | 5,2           | 9,1           | 12,5          | 14,3          | 14,1           | 10,8          | 7,6             | 3,1             | 0,1             | 6,5        |
| Température moyenne (°C)              | 3,4             | 4,4             | 8,1            | 11,2          | 15,2          | 19            | 21,3          | 21             | 16,9          | 12,8            | 7,3             | 3,8             | 12         |
| Température maximale moyenne (°C)     | 7,2             | 9               | 13,8           | 17,3          | 21,2          | 25,5          | 28,3          | 27,9           | 22,9          | 17,9            | 11,5            | 7,5             | 17,5       |
| Record de froid (°C) date du record   | −16,5 11.01.10  | −15,7 05.02.12  | −11,4 01.03.05 | −4,7 08.04.03 | −0,4 17.05.12 | 2,5 03.06.06  | 5,9 13.07.00  | 4,8 30.08.1998 | 1,4 26.09.02  | −4,7 31.10.1997 | −10 27.11.05    | −18,5 30.12.05  | −18,5 2005 |
| Record de chaleur (°C) date du record | 19,1 28.01.1990 | 23,3 24.02.1990 | 27 22.03.1990  | 30,1 28.04.12 | 33,7 17.05.22 | 37,7 22.06.03 | 38,7 18.07.22 | 40,9 13.08.03  | 32,6 04.09.23 | 29,4 09.10.23   | 23,9 06.11.1997 | 22,6 18.12.1989 | 40,9 2003  |
| Précipitations (mm)                   | 66,4            | 53,5            | 64             | 83,5          | 95,8          | 81            | 68,3          | 82,2           | 100,7         | 107,5           | 98,8            | 66,1            | 967,8      |

### Hydrographie
Situé dans la plaine alluvionnaire de l'Isère, le territoire chattois est bordé par ce principal affluent du Rhône, en rive gauche. D'une longueur de 286 km, l'Isère borde la partie méridionale du territoire.
Le Merdaret, affluent de l'Isère traverse le bourg de Chatte. Le territoire est sillonné par quelques ruisseaux en provenance du plateau de Chambaran, dont notamment le Merdaret, affluent du Furand et sous-affluent de l'Isère.

### Voies de communication
Le territoire de la commune de Chatte est traversé dans sa partie méridionale par deux voies de circulation à vocation nationale :
1. La route départementale 1092 (RD 1092) dénommée ainsi entre Romans et Voiron se dénommait avant son déclassement route nationale 92. Cette ancienne route reliait Genève à Valence jusqu'en 1974 et traverse le territoire selon un axe nord-est sud-est, au sud du bourg ;
2. L’autoroute A49 qui traverse, un peu plus au sud que la route, le territoire de la commune est une voie routière à grande circulation, qui relie Romans (Valence) à Grenoble. Cette voie a été mise en service en 1992.

Pour se rendre à Chatte, il faut emprunter la sortie « Saint-Marcellin » au-delà de la barrière de péage de Chatuzange-le-Goubet dans le sens Valence-Grenoble et au-delà de la barrière de péage de Voreppe dans le sens Grenoble-Valence, puis emprunter la RD1092.
- 9 Saint-Marcellin (Isère) : Saint-Marcellin, Pont-en-Royans

Le territoire chattois est également sillonné par des routes d'importance secondaire :
- la RD 27 qui relie Saint-Marcellin à Saint Antoine l'Abbaye ;
- la RD 71 qui relie Chatte à la RD 518 (territoire de Saint-Just-de-Claix) ;
- la RD 68 qui relie Chatte à Saint-Lattier.

### Transports
La gare ferroviaire la plus proche est la gare de Saint-Marcellin, commune limitrophe de Chatte, laquelle est desservie par les trains TER Auvergne-Rhône-Alpes, en provenance de Valence-Ville et à destination de Genève-Cornavin, de Grenoble et de Chambéry-Challes-les-Eaux.
La commune est également desservie par les autocars du réseau interurbain de l'Isère, plus connu sous l'appellation « Cars Région Isère ».

## Urbanisme

### Typologie
Au 1er janvier 2024, Chatte est catégorisée commune rurale à habitat dispersé, selon la nouvelle grille communale de densité à sept niveaux définie par l'Insee en 2022.
Elle appartient à l'unité urbaine de Saint-Marcellin, une agglomération intra-départementale regroupant huit  communes, dont elle est une commune de la banlieue,,. Par ailleurs la commune fait partie de l'aire d'attraction de Saint-Marcellin, dont elle est une commune de la couronne,. Cette aire, qui regroupe 17 communes, est catégorisée dans les aires de moins de 50 000 habitants,.

### Occupation des sols
L'occupation des sols de la commune, telle qu'elle ressort de la base de données européenne d’occupation biophysique des sols Corine Land Cover (CLC), est marquée par l'importance des territoires agricoles (67,6 % en 2018), en diminution par rapport à 1990 (70,1 %). La répartition détaillée en 2018 est la suivante : 
zones agricoles hétérogènes (29,8 %), forêts (25,4 %), terres arables (19 %), cultures permanentes (13,8 %), prairies (5 %), zones urbanisées (3,3 %), zones industrielles ou commerciales et réseaux de communication (3,1 %), eaux continentales (0,7 %). L'évolution de l’occupation des sols de la commune et de ses infrastructures peut être observée sur les différentes représentations cartographiques du territoire : la carte de Cassini (XVIIIe siècle), la carte d'état-major (1820-1866) et les cartes ou photos aériennes de l'IGN pour la période actuelle (1950 à aujourd'hui).

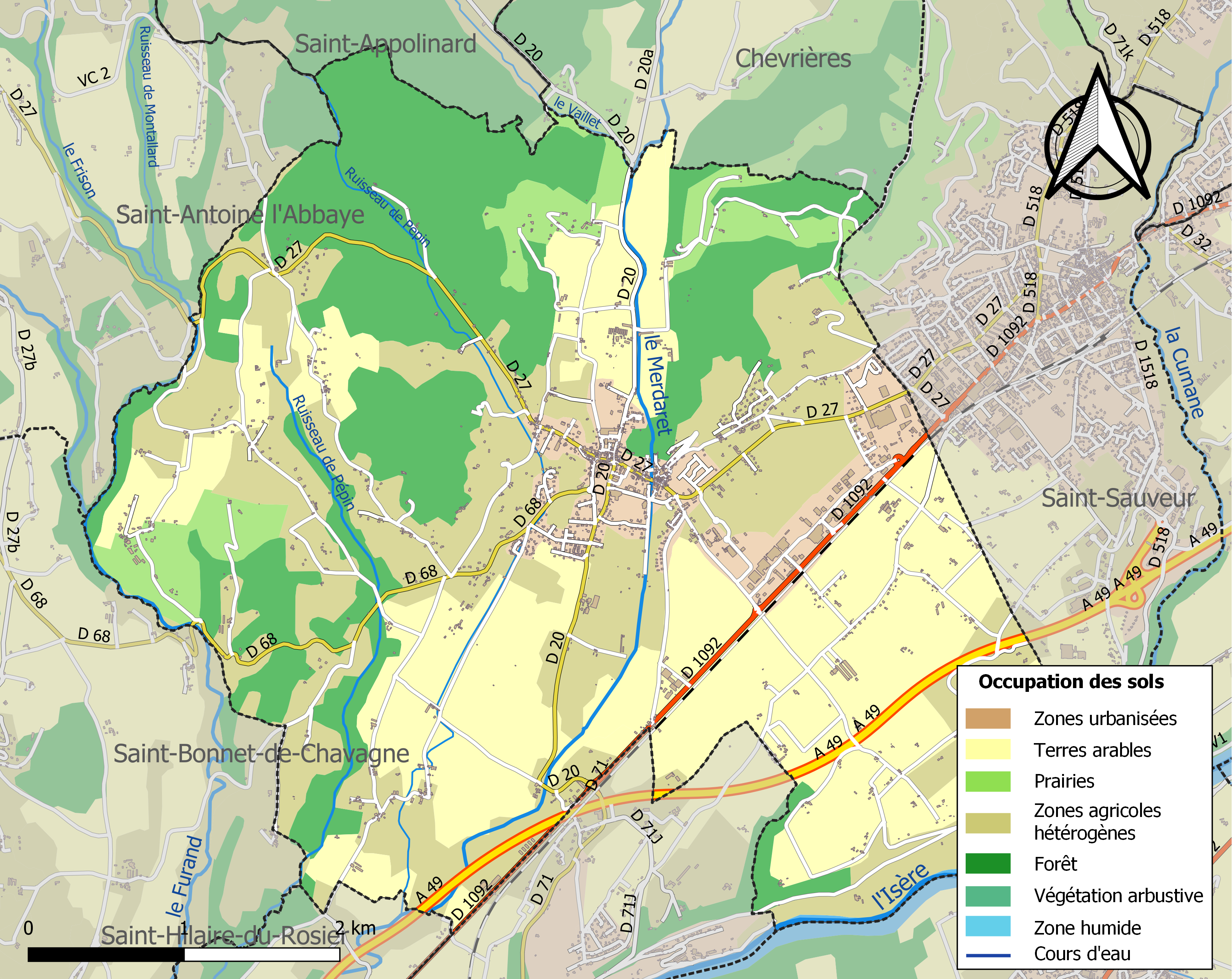
Carte des infrastructures et de l'occupation des sols de la commune en 2018 (CLC).

### Hameaux lieux-dits et écarts
Voici, ci-dessous, la liste la plus complète possible des divers hameaux, quartiers et lieux-dits résidentiels urbains comme ruraux, ainsi que les écarts qui composent le territoire de la commune de Chatte, présentés selon les références toponymiques fournies par le site géoportail de l'Institut géographique national.
| - Colombet (zone forestière) - Côte Belle - Pin du Merle - Moilan (Zone forestière) - Cabaret Neuf - Grand Bois - Coné - les Martinons - les Carmes (Zone d'activité) - Ronchive - les Petits bois (zone forestière) - Hières (Château) - Revollat - la Poipe | - Combe Muguet - Fond Cotte - Côte Froide - les Molles - les Ports - Bois d'Entour (zone forestière) - Saint-Just - Puvelin - Malatras - le Château - Montchâtel - Billonnières - le Vattillieux - Montloubet | - les Boudillons - Girardière - Grand Champ - Combe Chatte - Foras (Château) - Côte Gallet - la Barme - la Gloriette (Zone d'activité) - les Gamaux - Paillet - les Siveillières - Pré Chatel et la Garenne - Gralère - Croix Noire | - la Garenne - la Croisée - les Bouveyroux - le Girard - Chanon - Chabon - Château Bernard - Combe Chaboud - Épinasse - Gervand - Bas Gervand - les Plantées - le Cer de Mayard - Cer de Bétiquière |

### Risques naturels et technologiques

#### Risques sismiques
La totalité du territoire de la commune de Chatte est situé en zone de sismicité no 3, mais en limite de la zone no 4 (sur une échelle de 1 à 5) qui se situe dans la partie centrale du département de l'Isère et dont fait partie un grand nombre de communes Sud-Grésivaudan.
| Type de zone | Niveau            | Définitions (bâtiment à risque normal) |
| ------------ | ----------------- | -------------------------------------- |
| Zone 3       | Sismicité modérée | accélération = 1,1 m/s2                |

## Toponymie
Le nom Chatte proviendrait, d'une évolution du terme « Casta », pour château (latin « Castellum »), devenu « Chaste » puis « Chatte » au cours des siècles. Le nom de la commune est souvent l'objet de plaisanteries et de railleries et, par voie de conséquence, a même subi un vol de panneau routier indiquant son nom pour des raisons humoristiques liées à une station de radio parisienne.

## Politique et administration

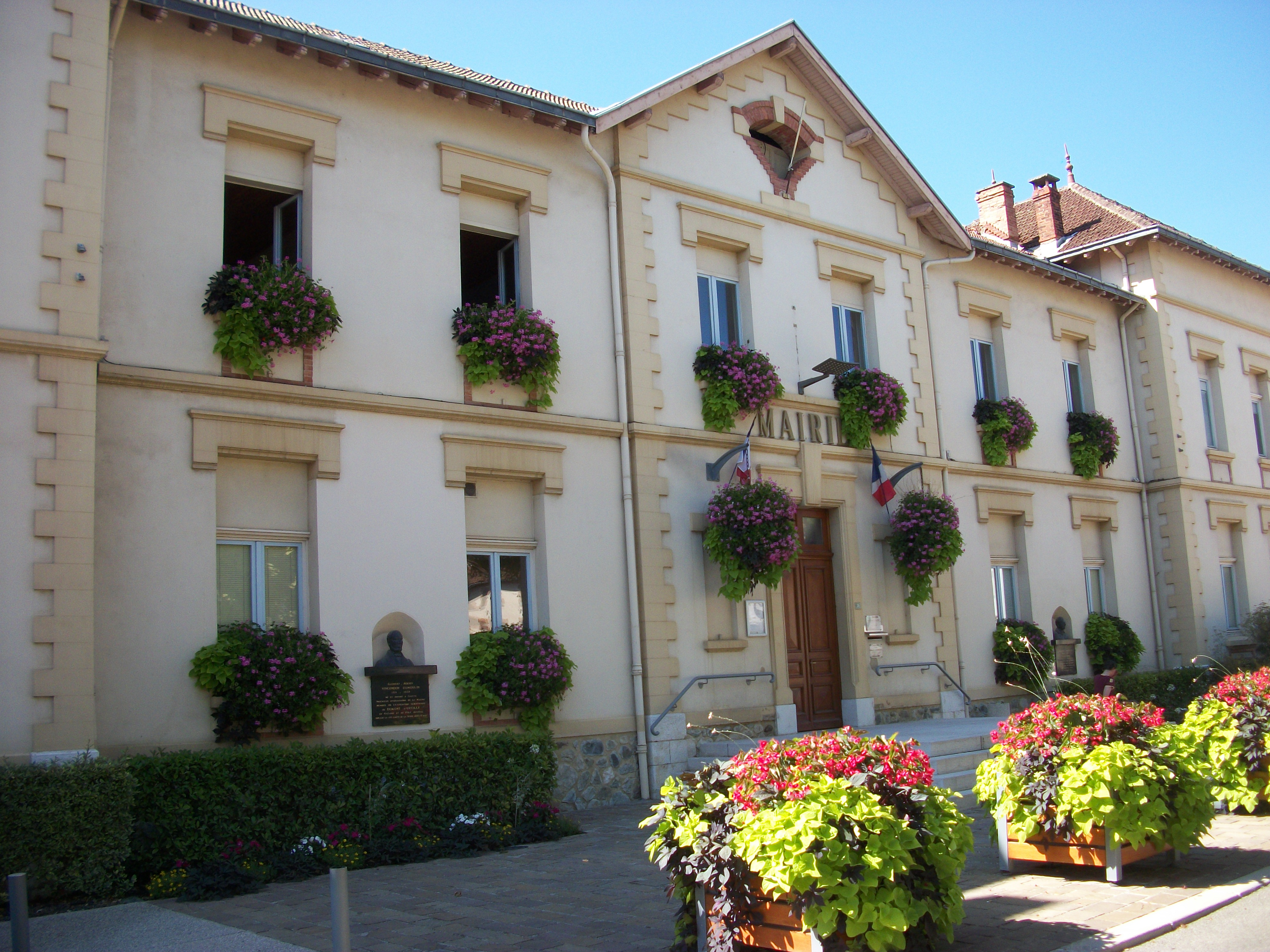
Hôtel de ville de Chatte.

### Liste des maires
| Période                                  | Période   | Identité        | Étiquette       | Qualité                                            |
| ---------------------------------------- | --------- | --------------- | --------------- | -------------------------------------------------- |
| 1945                                     | 1958      | Régis Darlay    |                 |                                                    |
| 1958                                     | 1971      | Charles Chapus  |                 |                                                    |
| 1971                                     | mars 1989 | Paul Bossan     | CD puis UDF-CDS | Technicien agricole Conseiller général (1962-1992) |
| mars 1989                                | mars 2001 | Maurice Boisset | SE              |                                                    |
| mars 2001                                | En cours  | André Roux      | DVG             | Directeur MFR Conseiller général (2011-2015)       |
| Les données manquantes sont à compléter. |           |                 |                 |                                                    |

### Jumelages
- Brettheim (Allemagne) depuis 2002[19],[20]
- Roncone (Italie) depuis 1998[20],[19]
- Village de Szczygłów dans la gmina de Biskupice, en Petite-Pologne (accord de coopération entre associations)[21].

## Population et société

### Démographie
L'évolution du nombre d'habitants est connue à travers les recensements de la population effectués dans la commune depuis 1793. Pour les communes de moins de 10 000 habitants, une enquête de recensement portant sur toute la population est réalisée tous les cinq ans, les populations de référence des années intermédiaires étant quant à elles estimées par interpolation ou extrapolation. Pour la commune, le premier recensement exhaustif entrant dans le cadre du nouveau dispositif a été réalisé en 2005.

En 2022, la commune comptait 2 476 habitants, en évolution de −0,68 % par rapport à 2016 (Isère : +3,07 %, France hors Mayotte : +2,11 %).
| 1793  | 1800  | 1806  | 1821  | 1831  | 1836  | 1841  | 1846  | 1851  |
| ----- | ----- | ----- | ----- | ----- | ----- | ----- | ----- | ----- |
| 1 773 | 1 776 | 2 105 | 1 910 | 2 071 | 2 192 | 2 256 | 2 299 | 2 443 |

| 1856  | 1861  | 1866  | 1872  | 1876  | 1881  | 1886  | 1891  | 1896  |
| ----- | ----- | ----- | ----- | ----- | ----- | ----- | ----- | ----- |
| 2 333 | 2 347 | 2 116 | 2 118 | 2 039 | 1 898 | 1 911 | 1 905 | 1 885 |

| 1901  | 1906  | 1911  | 1921  | 1926  | 1931  | 1936  | 1946  | 1954  |
| ----- | ----- | ----- | ----- | ----- | ----- | ----- | ----- | ----- |
| 1 852 | 1 750 | 1 768 | 1 532 | 1 562 | 1 602 | 1 542 | 1 533 | 1 605 |

| 1962  | 1968  | 1975  | 1982  | 1990  | 1999  | 2005  | 2006  | 2010  |
| ----- | ----- | ----- | ----- | ----- | ----- | ----- | ----- | ----- |
| 1 705 | 1 737 | 1 892 | 2 040 | 2 347 | 2 442 | 2 487 | 2 543 | 2 406 |

| 2015  | 2020  | 2022  | - | - | - | - | - | - |
| ----- | ----- | ----- | - | - | - | - | - | - |
| 2 496 | 2 461 | 2 476 | - | - | - | - | - | - |

### Enseignement
Rattachée à l'académie de Grenoble, la ville de Chatte héberge un collège portant le nom d'Olympe de Gouges qui en 2019-2020 compte cinq classes de 6e, quatre classes de 5e, quatre classes de 4e et quatre classes de 3e.

### Équipement culturel
La commune gère une médiathèque, située dans le bourg, ainsi que l'Espace Vincendon-Dumoulin où se produisent des spectacles, comme le gala de danse annuel du club de Chatte.

### Médias
Historiquement, le quotidien à grand tirage Le Dauphiné libéré consacre, chaque jour, y compris le dimanche, dans son édition du Sud Grésivaudan, un ou plusieurs articles à l'actualité de la ville et de la communauté de communes, ainsi que des informations sur les éventuelles manifestations locales, les travaux routiers, et autres événements divers à caractère local.
La commune est située sur l'aire de diffusion de la radio Ici Isère, une radio publique qui émet sur tout le territoire du département de l'Isère.

### Cultes
L'église paroissiale Saint-Vincent, propriété de la commune, est desservie par la Paroisse Saint-Luc du Sud Gresivaudan, elle-même dépendante du diocèse de Grenoble-Vienne.

## Économie
La commune abrite une importante zone artisanale et commerciale dans le quartier de la Gloriette dont les bâtiments sont principalement implanté le long de la route départementale 1092 qui relie Romans-sur-Isère à Saint-Marcellin.

## Culture locale et patrimoine

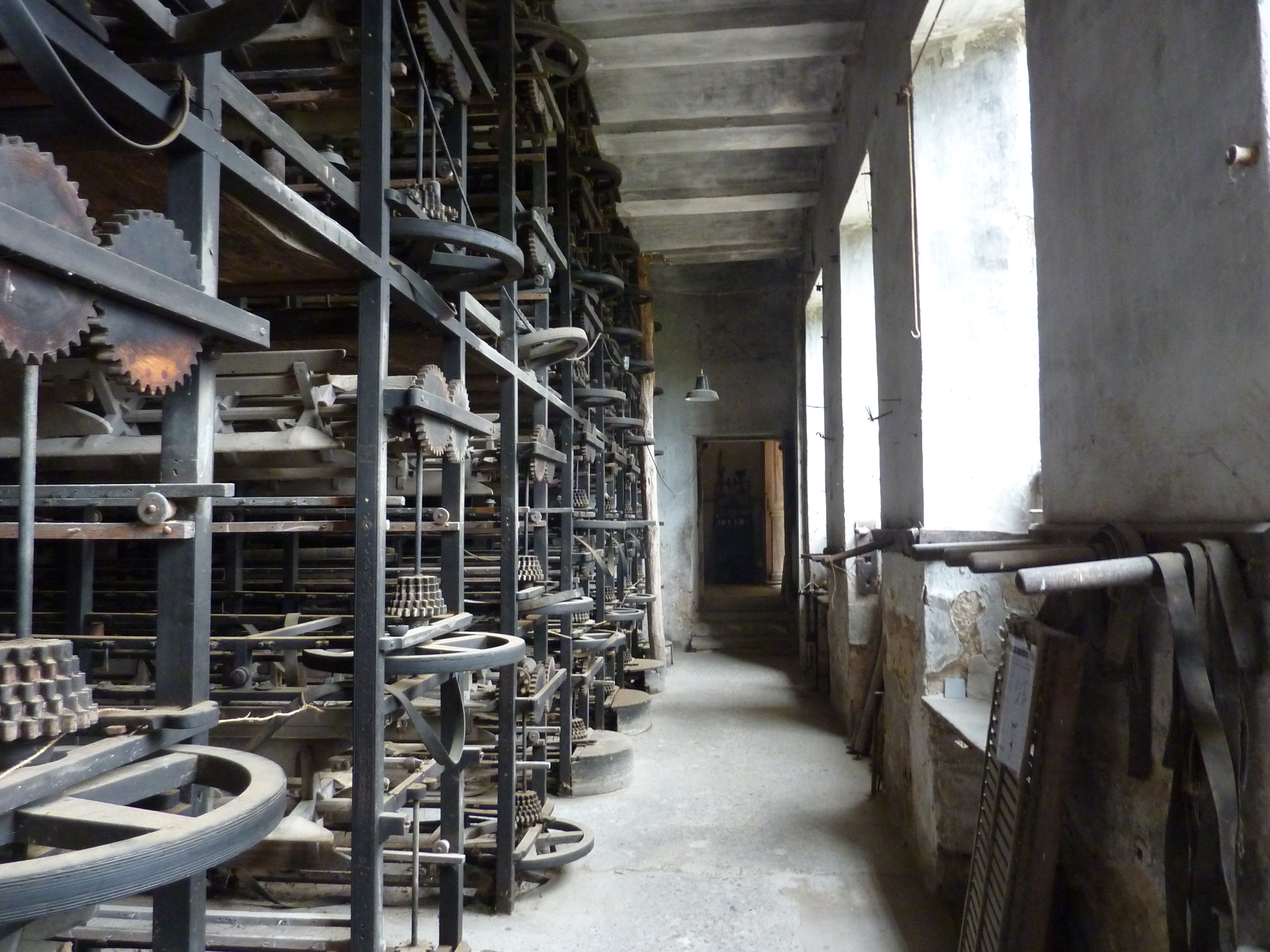
Usine de la Galicière.

### Lieux et monuments

#### Vestiges du château médiéval
Ce château, dénommé sous le nom local de  « château des Pauvres », a été édifié au XIe siècle et est attesté au XIIe siècle. Cependant, ces éléments actuels datent des XIVe siècle, XIVe siècle, et peut-être du  XVIe siècle. Les vestiges dominent toujours le territoire sur une butte à environ 500 m à l'est du centre bourg. Il a appartenu aux Clermont de Chatte. En 1672, il devint propriété de la famille Boffin, seigneurs de La Sône, puis du maquis de la Roque en 1788. En juin 1794, l'édifice a été mis en vente comme bien national.

#### Usine de la Galicière
Les bâtiments de l'usine de moulinage de la soie de la Galicière qui datent du XIXe siècle et dont la filature, la forge, la magnanerie, les installations hydrauliques et la machinerie font l'objet d'une inscription au titre des monuments historiques par arrêté du 3 février 2004,.

#### Patrimoine religieux
L'église Saint-Vincent, église paroissiale, est située au centre du village.

Quelques photos de l'église de Chatte
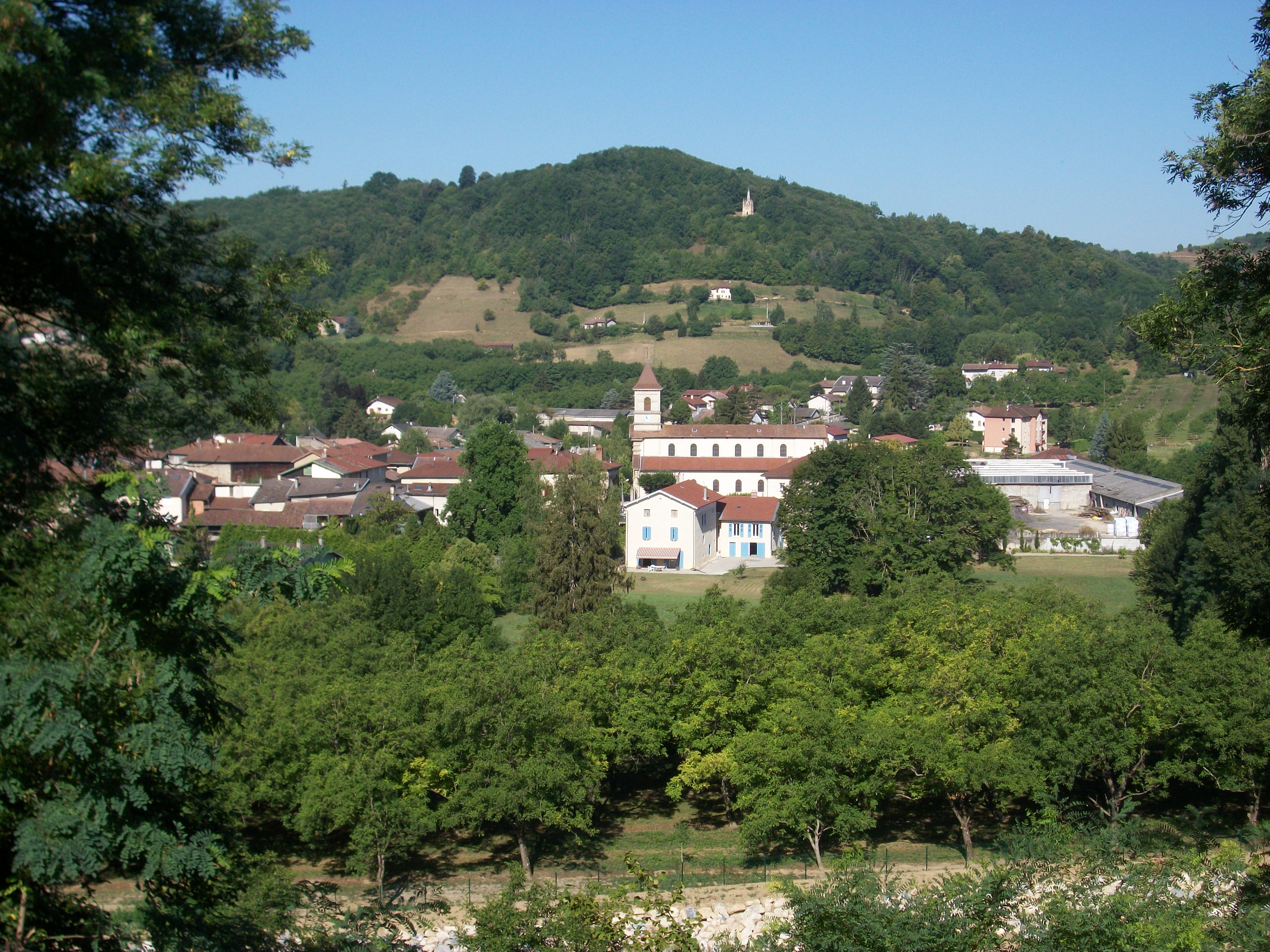
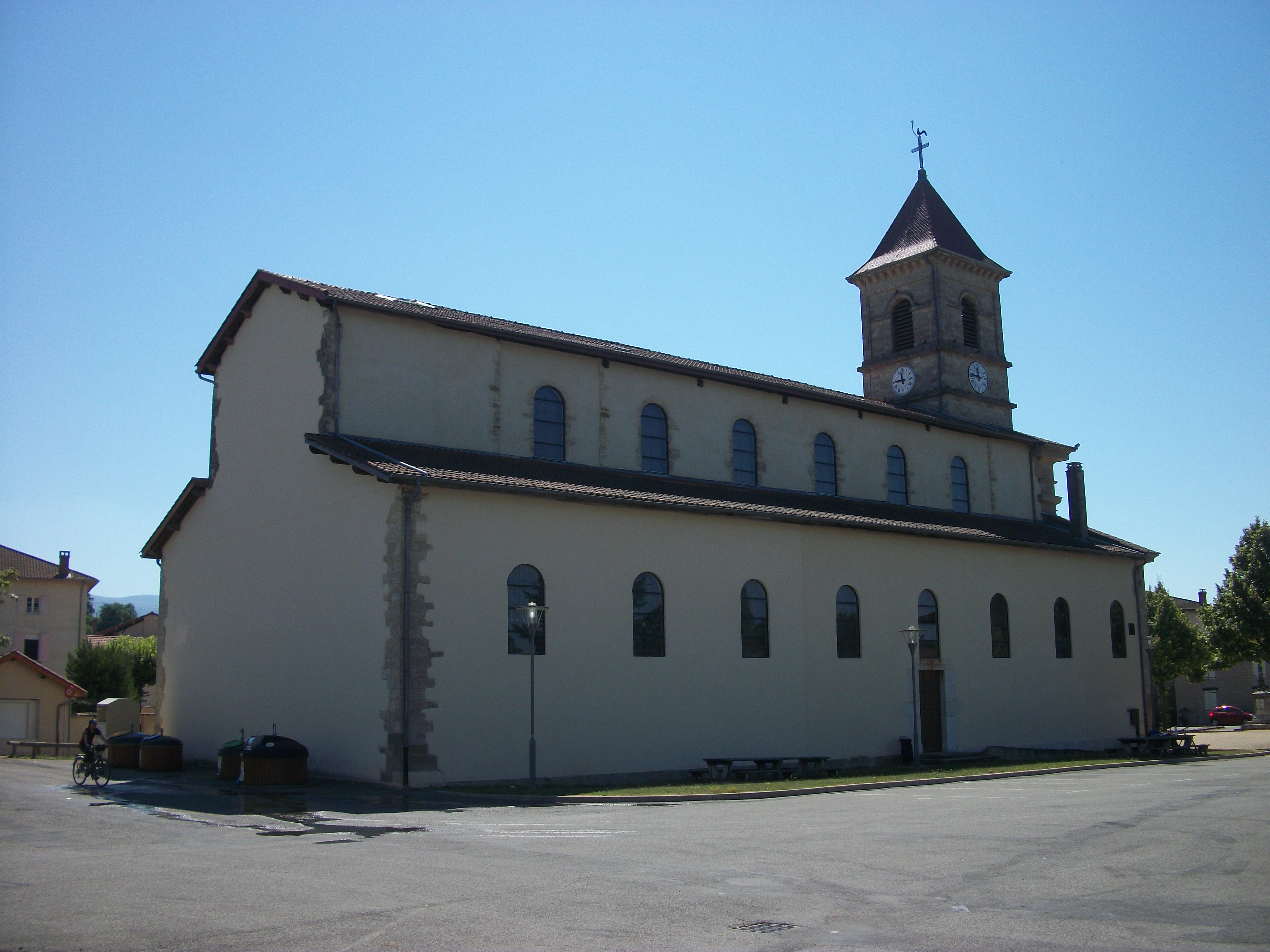
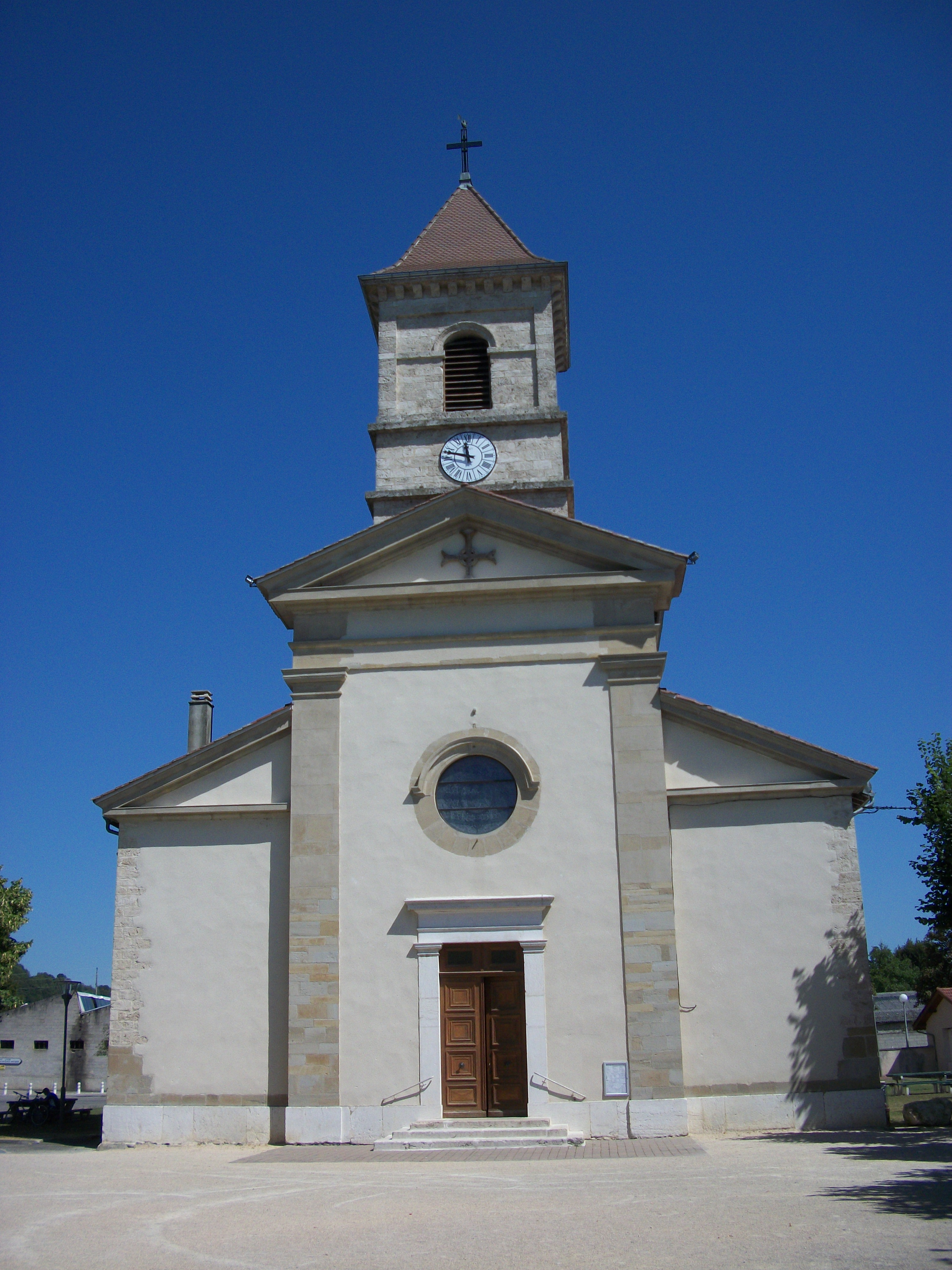
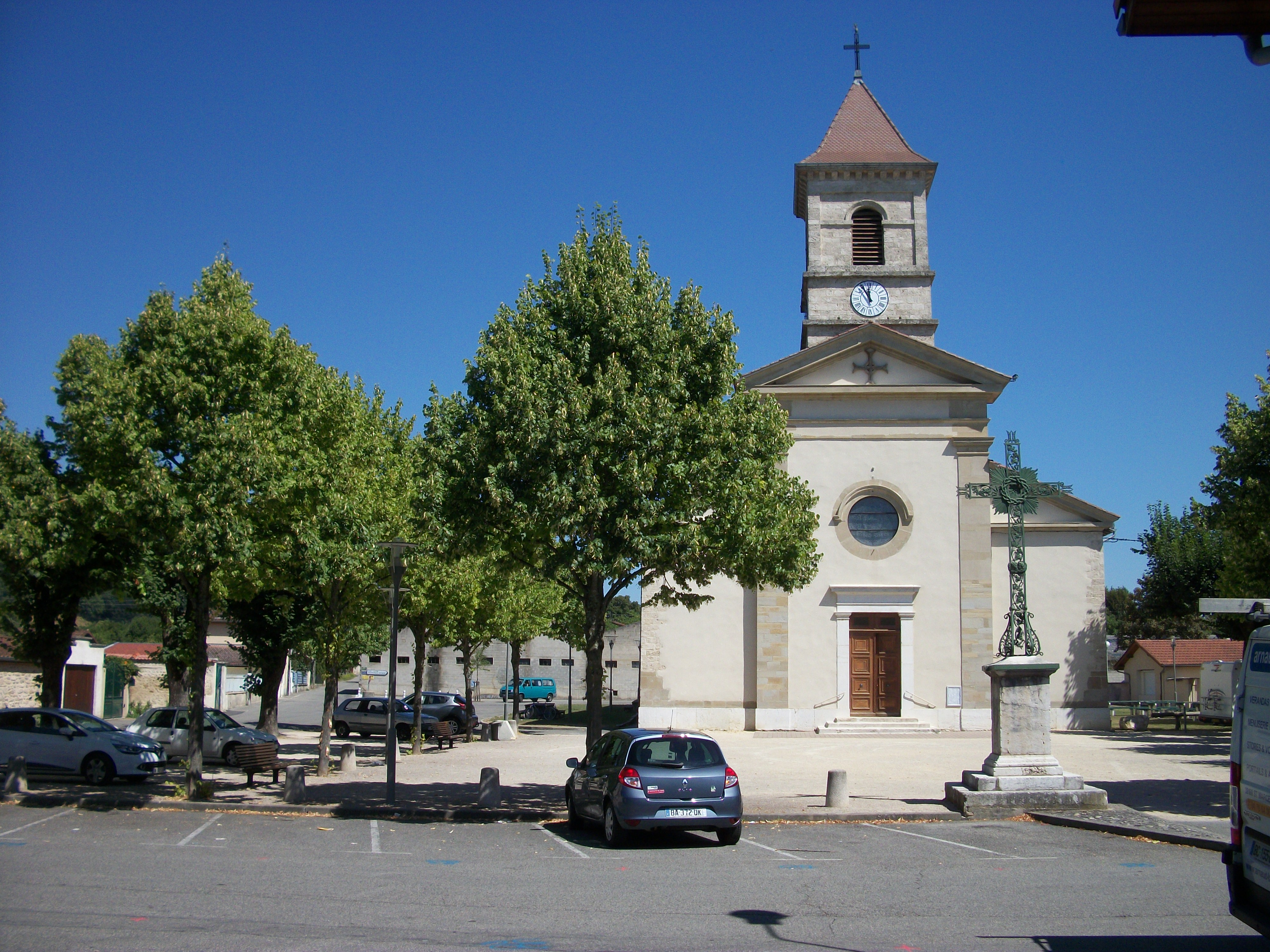
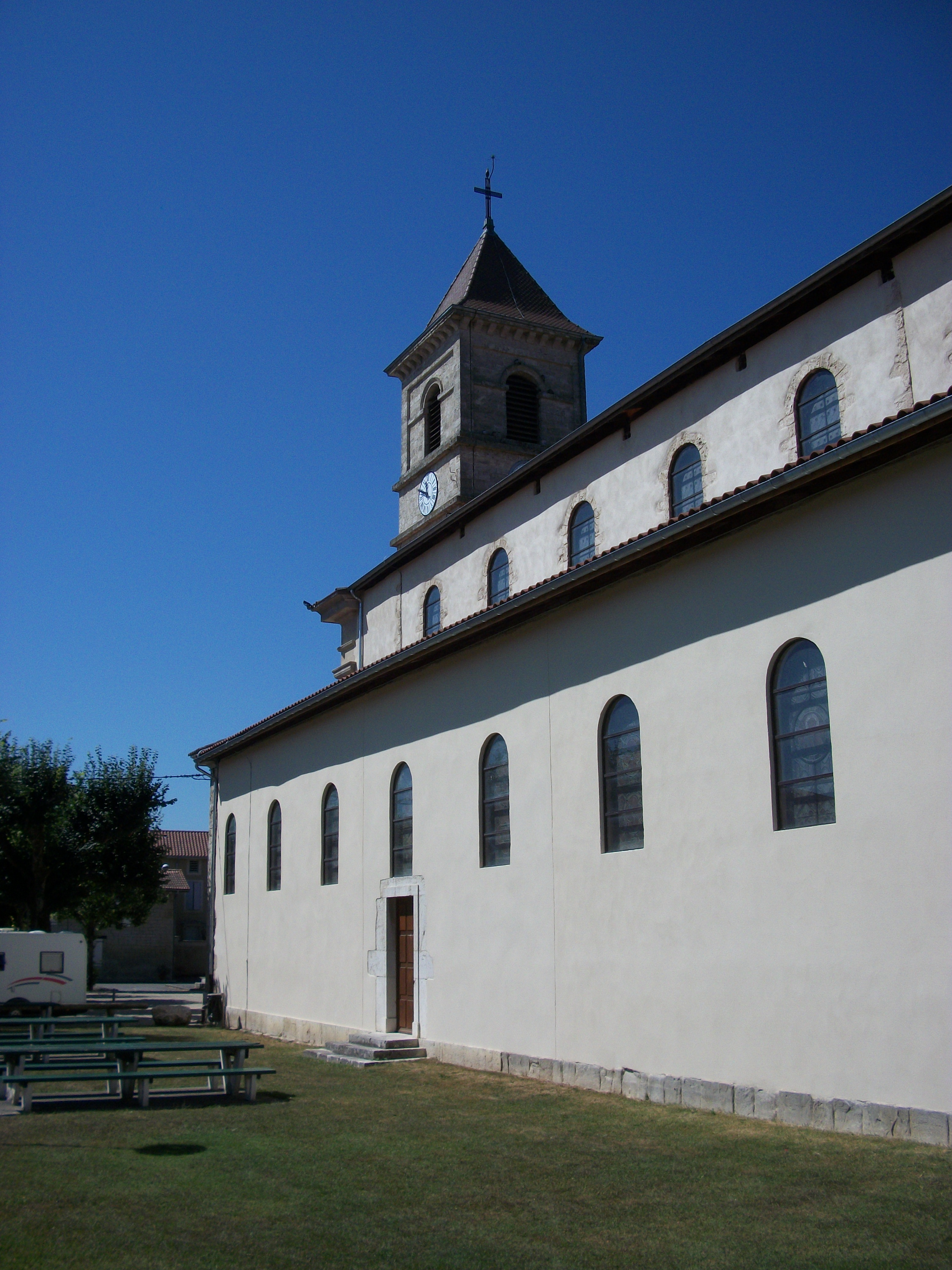
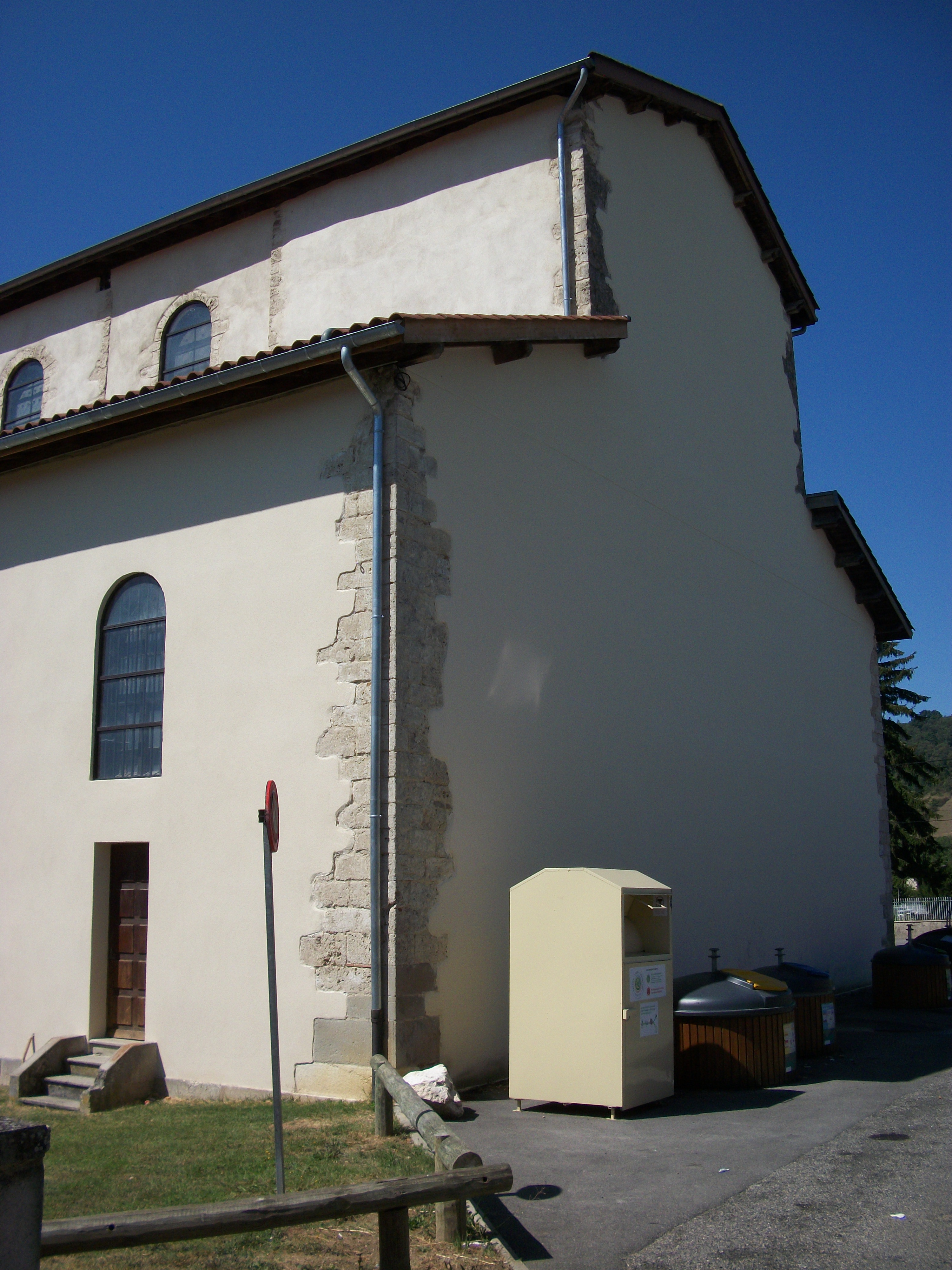

La chapelle Sainte-Philomène, située dans une petite clairière sur un promontoire à 1 km à l'ouest du village, elle a été édifiée en 1880 par Joseph Bossan dans un  style néogothique.

Quelques photos de la chapelle Sainte-Philomène
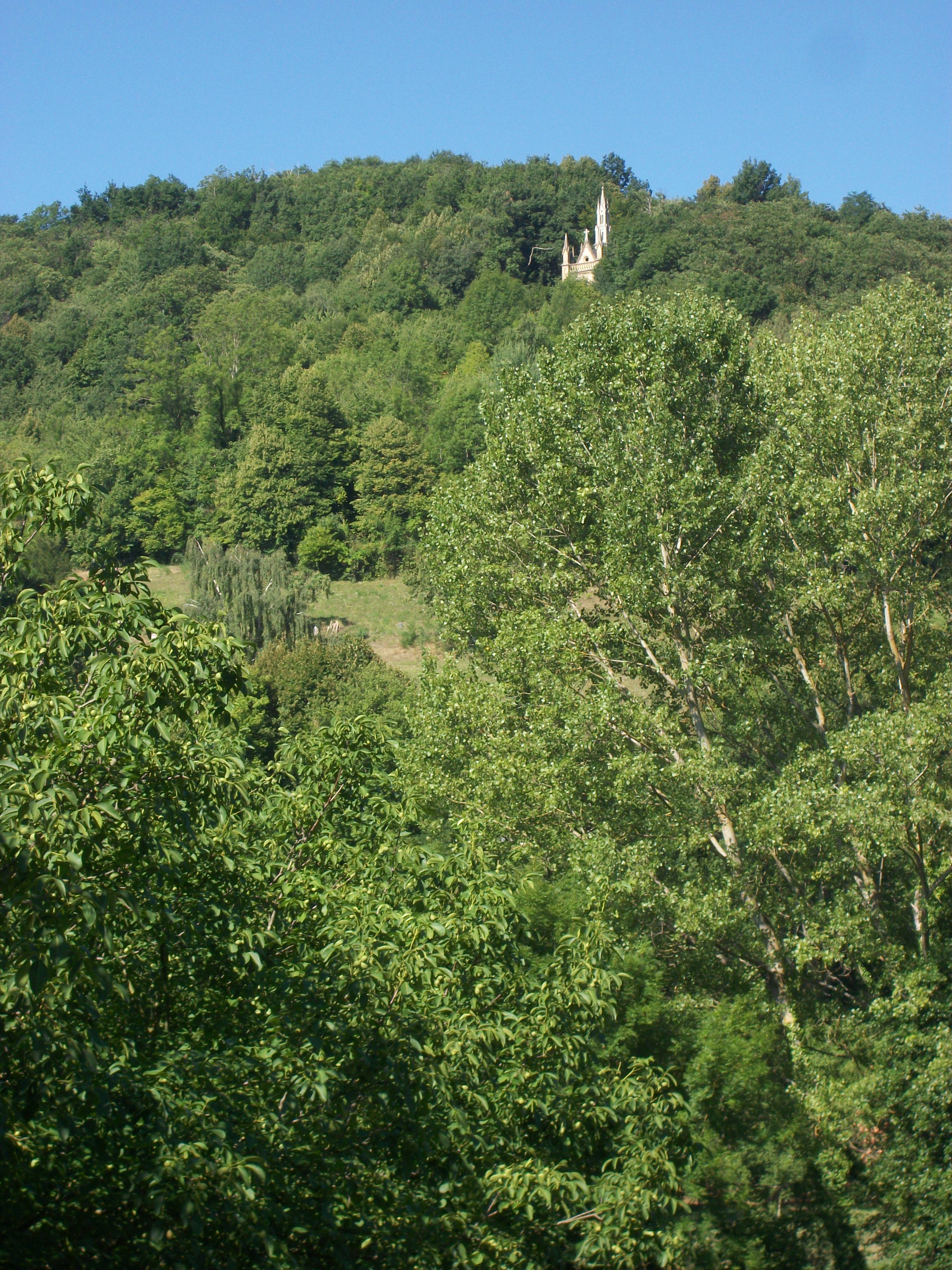
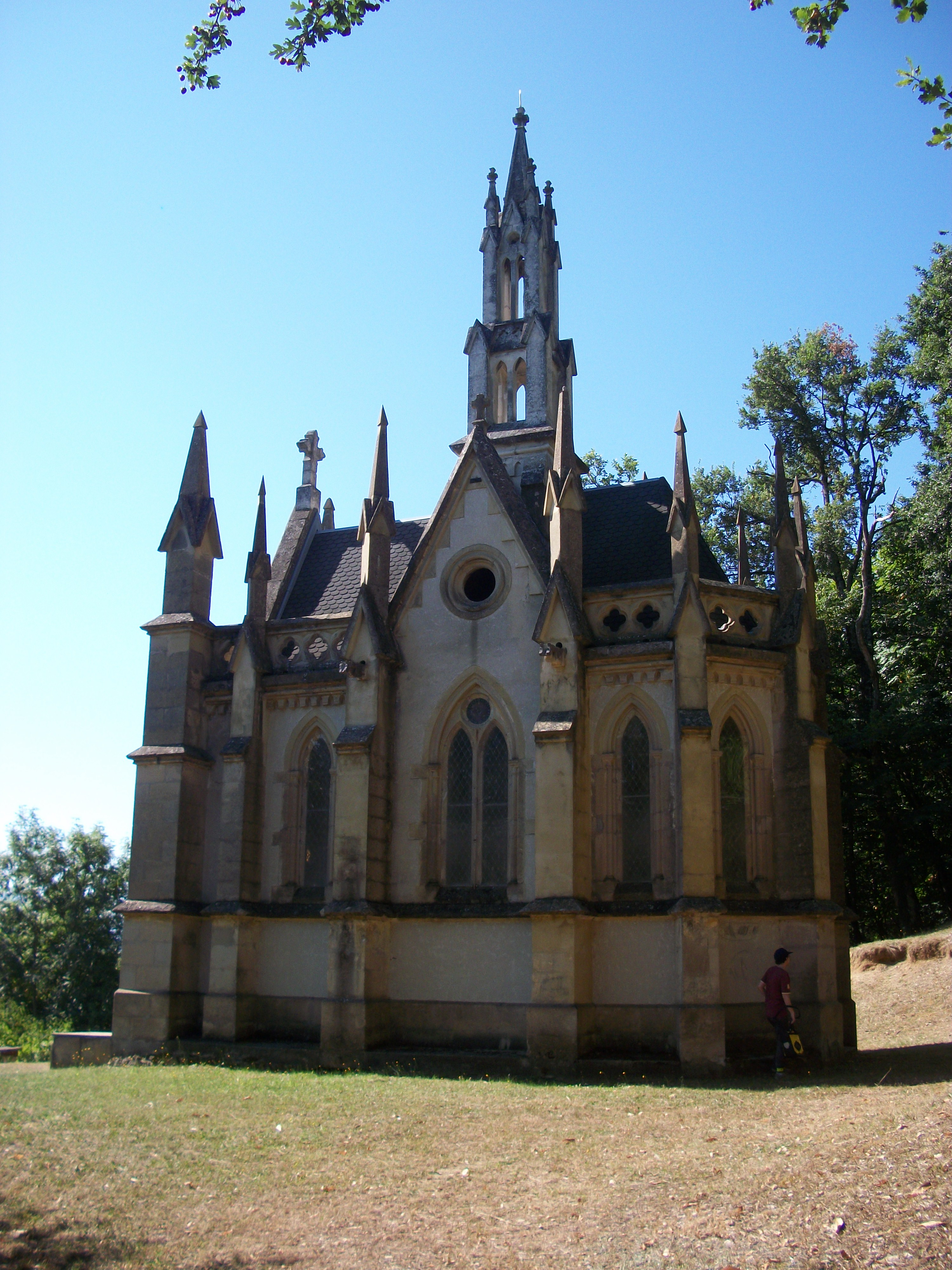
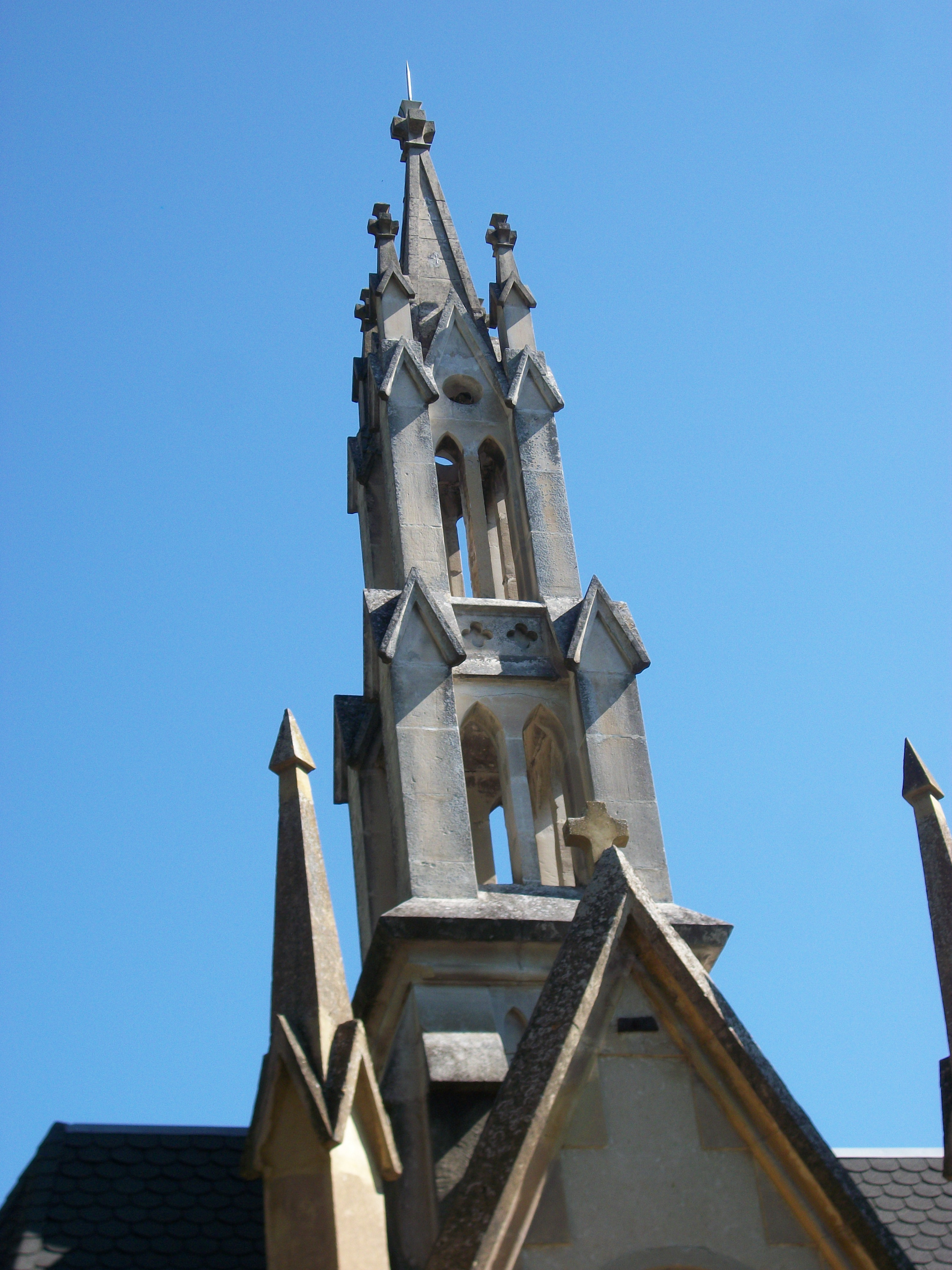
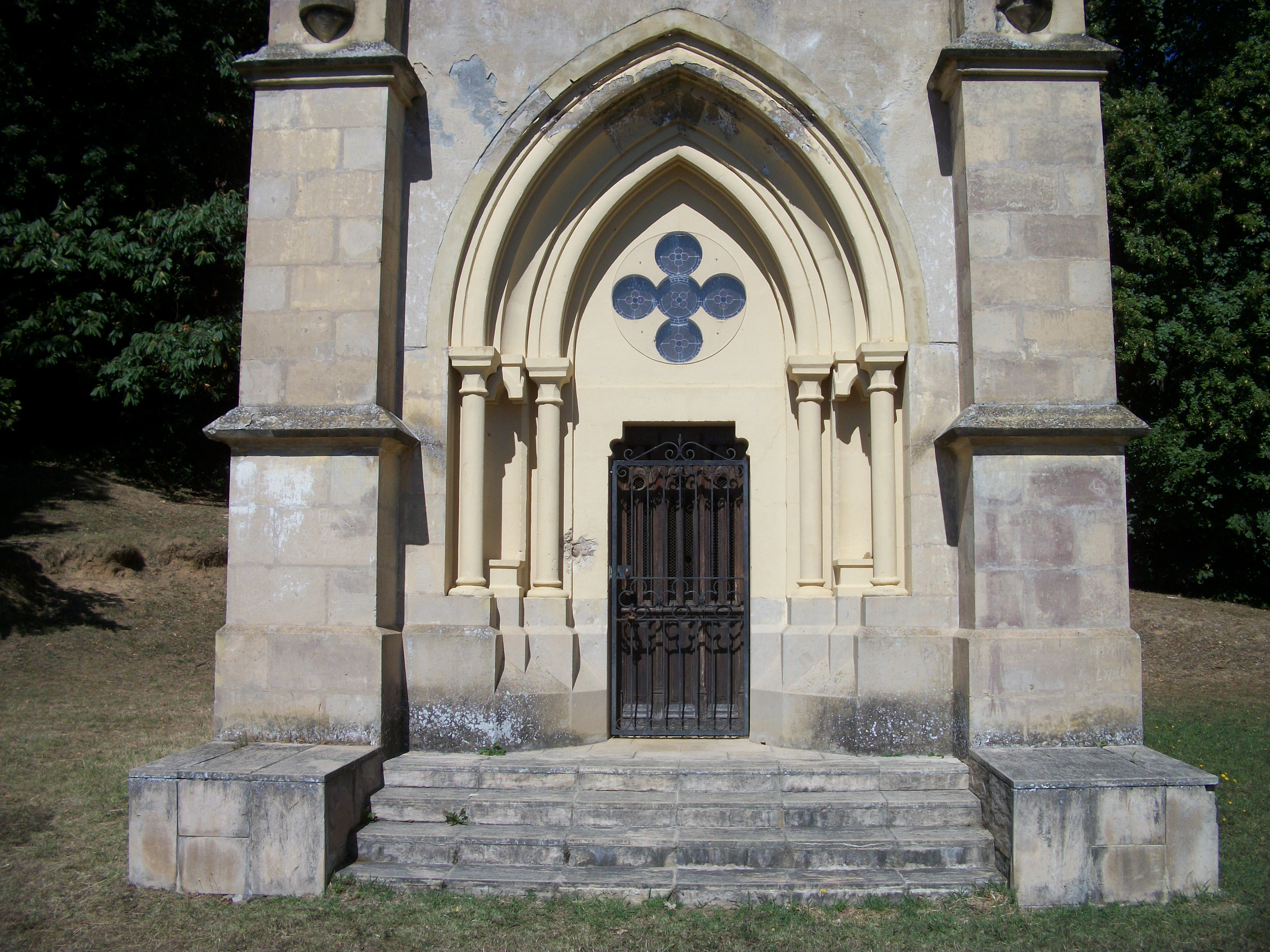
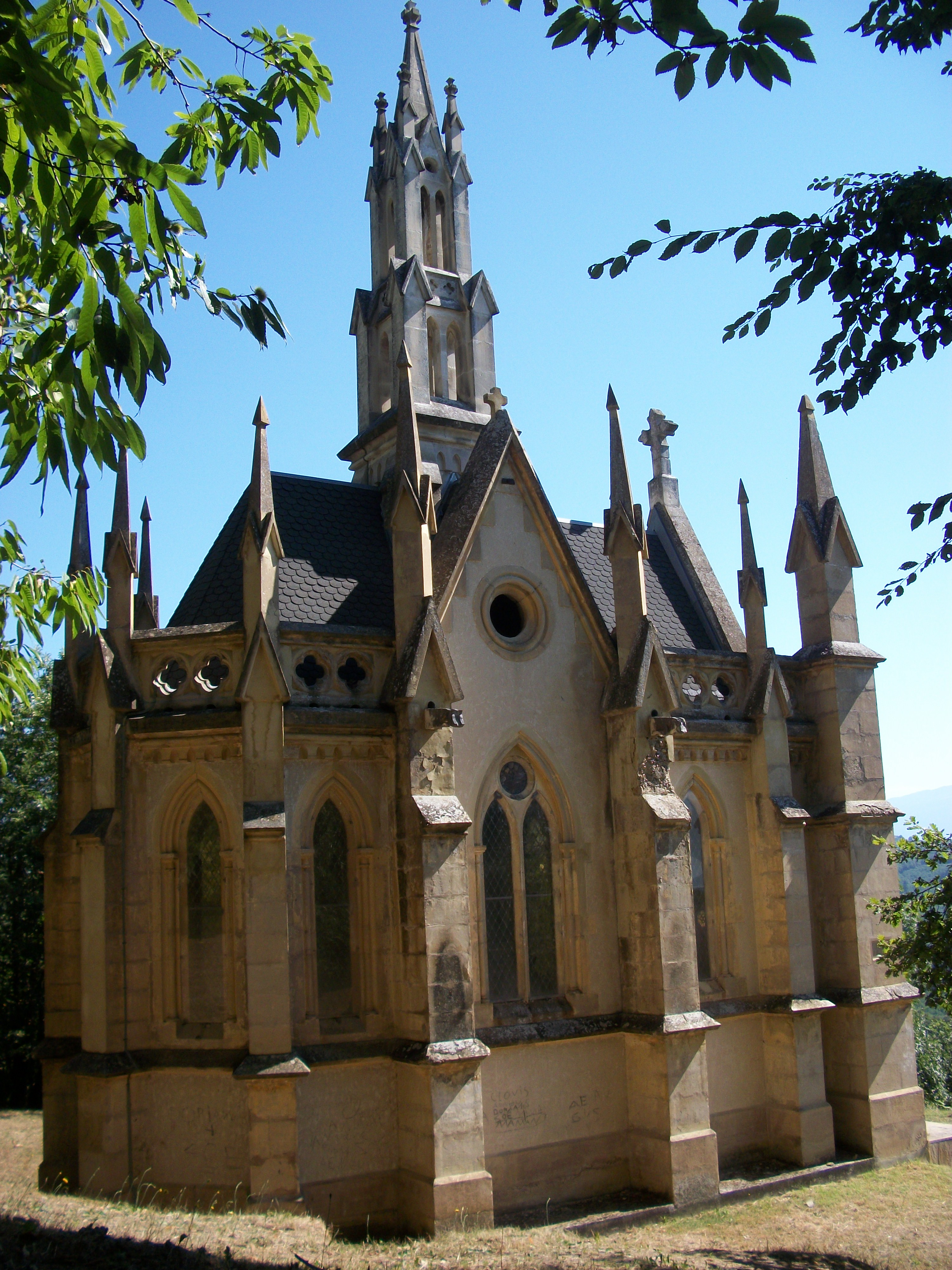
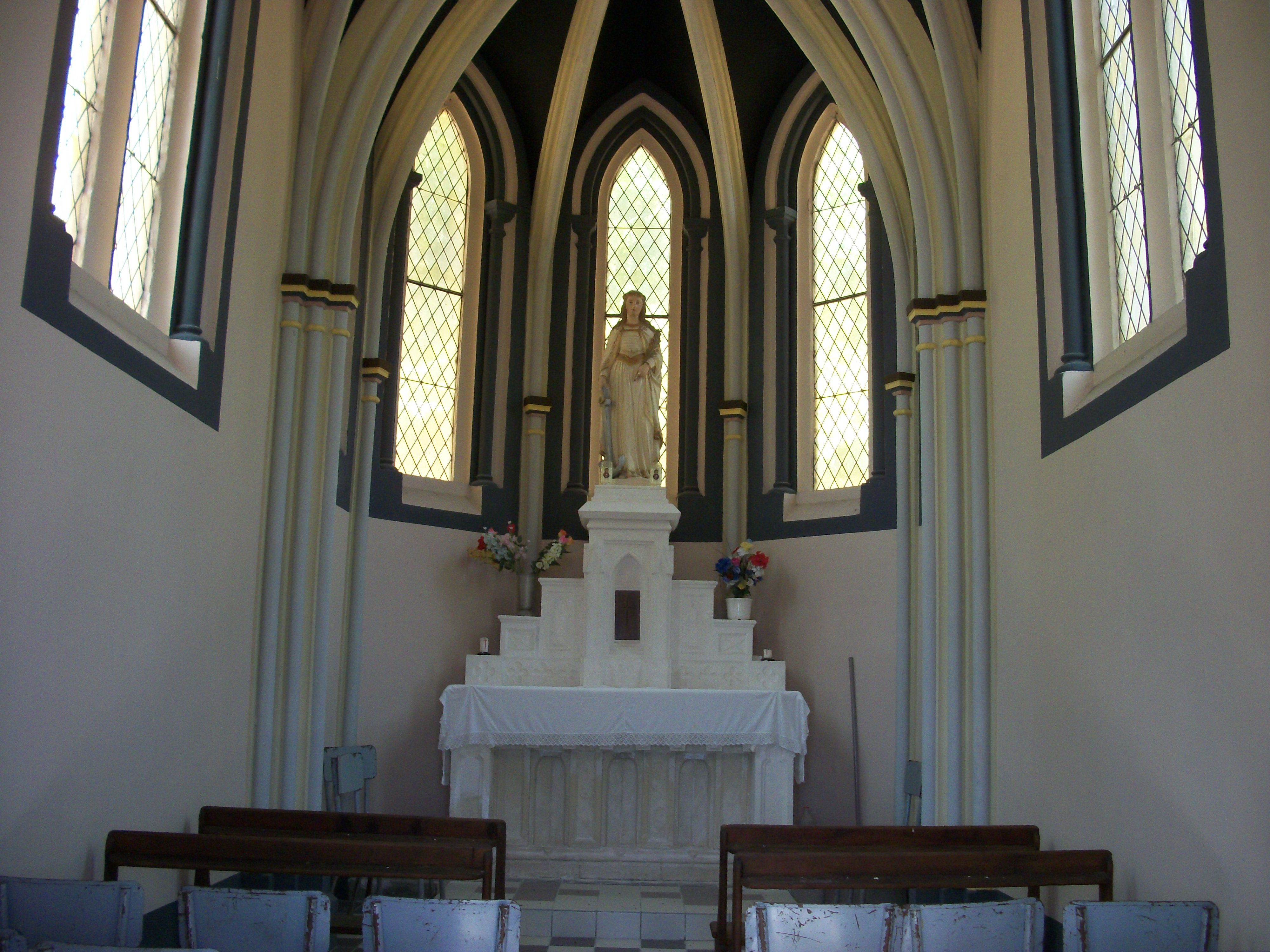
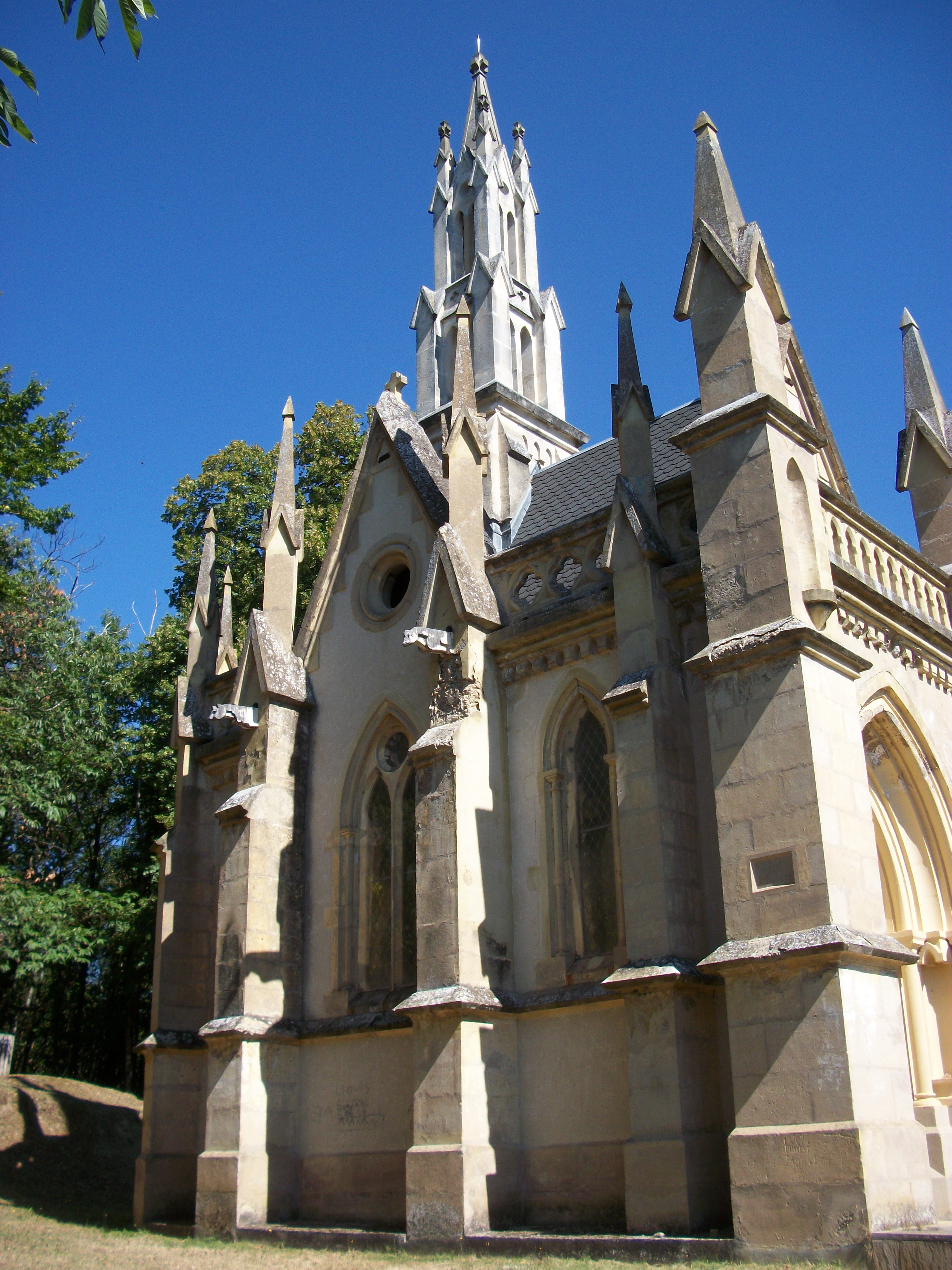

### Patrimoine naturel

#### Le Jardin ferroviaire de Chatte
Ce jardin, situé route de Lyon, est ouvert au public en saison. Il présente un parc paysager d'une surface de 1 300 m2, rassemblant plus de 200 espèces d'arbres et plantes.

#### Langue régionale

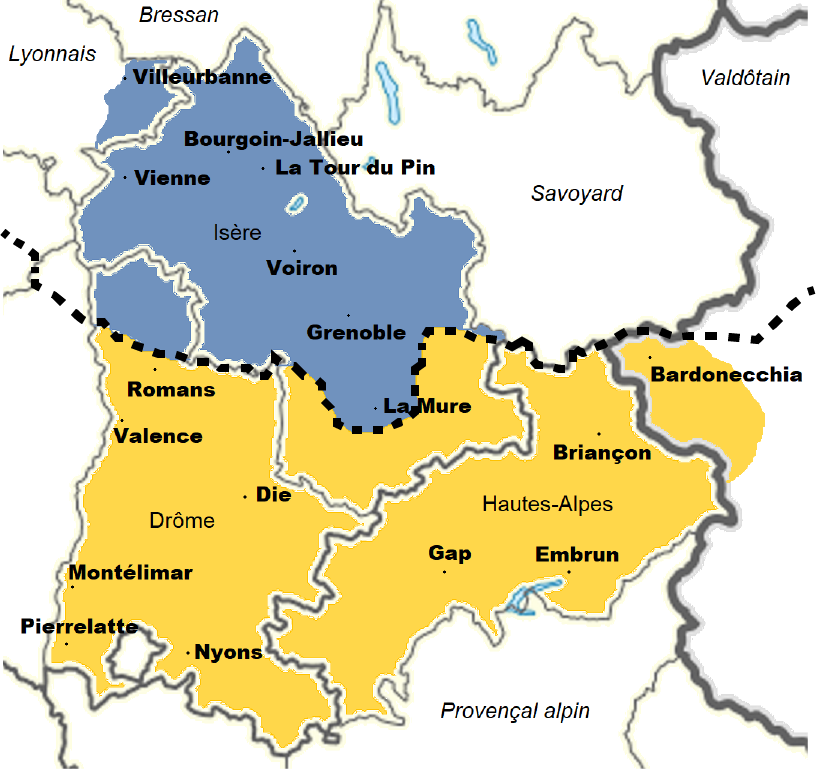
Carte linguistique du Dauphiné : Le dauphinois est un dialecte arpitan parlé dans le nord du Dauphiné. La moitié sud du Dauphiné est quant à elle du domaine linguistique de l'occitan et de son dialecte local, le vivaro-alpin.

Historiquement, sur le plan linguistique, le territoire de Chatte ainsi que l'ensemble du Sud Grésivaudan se situent à l'ouest de l'agglomération grenobloise et donc dans la zone des patois dauphinois. Cette partie du Dauphiné appartient donc au domaine de la langue dite francoprovençal ou arpitan au même titre que les parlers savoyards, vaudois, Valdôtains, bressans et foréziens,.
L'idée du terme, « francoprovençal », attribué à cette langue régionale parlée dans le quart de la France du Centre-Est différente du français, dit langue d'oil et de l'occitan, dit langue d'oc est l'œuvre du linguiste et patriote italien Graziadio Isaia Ascoli en 1873 qui en a identifié les caractéristiques, notamment dans le Grésivaudan, les pays alpins et la vallée de l'Isère, depuis sa source jusqu'à sa confluence avec le Rhône.

### Gastronomie
- Chatte est connue pour la production de ravioles du Dauphiné[33].

### Personnalités liées à la commune
- Alexandre Collenot, né à Saint-Hilaire-du-Rosier, sa famille vient habiter à Chatte quand il est encore enfant.
- Amédée de Clermont dit de Lausanne, évêque de Lausanne au XIIe siècle, né à Chatte.
- Clément Adrien Vincendon-Dumoulin, né à Chatte (1811 - 1858), hydrographe de  l'expédition scientifique de  Dumont d'Urville en Océanie et au Pôle Austral (1837-1840). Fait le premier calcul de l'inclinaison magnétique, permettant ainsi de localiser le Pôle Sud magnétique (23 janvier 1838), et dresse la 1re carte de la Terre Adélie (1840) → Enterré à Chatte.
- Pierre-Julien Eymard, ancien vicaire de Chatte.
- Léa Blain, née à Têche, mais domiciliée à Chatte (au bureau de poste) est une résistante française de la Seconde Guerre mondiale.

### Héraldique
|  | Chatte (Isère) possède des armoiries dont l'origine et le blasonnement exact ne sont pas disponibles. |